# Batalha de Magersfontein

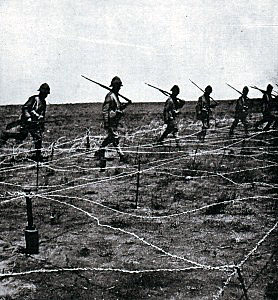
Tropas britânicas abrindo caminho através de um emaranhado de arame durante a batalha.

A Batalha de Magersfontein foi travada em 11 de dezembro de 1899, em Magersfontein, perto de Kimberley, África do Sul, nas fronteiras da Colônia do Cabo e a república independente do Estado Livre de Orange. As forças britânicas sob o comando do tenente-general Paul Sanford Methuen estavam avançando para o norte ao longo da linha ferroviária do Cabo para aliviar o cerco de Kimberley, mas seu caminho foi bloqueado em Magersfontein por uma força bôer que estava entrincheirada nas colinas circundantes. Os britânicos já haviam travado uma série de batalhas com os bôeres, mais recentemente no rio Modder, onde o avanço foi temporariamente interrompido.
Lord Methuen falhou em realizar o reconhecimento adequado em preparação para a batalha iminente e não sabia que Boer Vecht-generaal (General de Combate) De la Rey havia entrincheirado suas forças no sopé das colinas, em vez das encostas dianteiras, como era a prática aceita. Isso permitiu que os bôeres sobrevivessem ao bombardeio inicial da artilharia britânica, e quando as tropas britânicas não conseguiram se posicionar a partir de uma formação compacta durante seu avanço, os defensores infligiram pesadas baixas. A Brigada das Terras Altas sofreu as piores baixas e, do lado bôer, o Corpo Escandinavo foi destruído. Os bôeres conseguiram uma vitória tática e conseguiram segurar os britânicos em seu avanço sobre Kimberley. A batalha foi a segunda de três batalhas durante o que ficou conhecido como a Semana Negra da Segunda Guerra dos Bôeres: Stormberg no domingo 10 de dezembro, Magersfontein na segunda-feira 11 de dezembro e Colenso na sexta-feira 15 de dezembro de 1899.
Após a derrota, os britânicos adiaram o Modder River por mais dois meses, enquanto reforços foram apresentados. O general Frederick Roberts foi nomeado comandante-em-chefe das forças britânicas na África do Sul e passou a assumir o comando pessoal da frente. Posteriormente, ele levantou o cerco de Kimberley e forçou Cronje a se render na Batalha de Paardeberg.